# 马加利翁
马加利翁，是西班牙阿拉贡自治区萨拉戈萨省的一个市镇。 总面积79平方公里，总人口1177人（2001年），人口密度15人/平方公里。